# Represa de Misicuni
El Proyecto Multipropósito Misicuni, más conocido como Presa Misicuni, es una presa cerca a la ciudad de Cochabamba en el centro de Bolivia. Administrativamente se encuentra en el municipio de Quillacollo de la provincia homónima en el departamento de Cochabamba. La represa está hecha de materiales sueltos con pantalla de hormigón, (Presa de enrocado con cara de concreto CFRD) parcialmente construido en el cauce del río Misicuni en el sitio de estrechamiento del valle, aguas abajo de la confluencia con el río Sivingani aproximadamente a 35 km (21,7 mi) al noroeste de la ciudad de Cochabamba. El dique desvía agua del río Misicuni al Valle de Cochabamba para varios propósitos incluido el de proporcionar agua para irrigación y uso de municipal de aguas. Además, la presa tiene asociada una estación de energía hidroeléctrica de 80 MW. La construcción de la presa empezó en junio de 2009 pero estuvo paralizada en noviembre de 2013 debido a disputas de contrato. La compañía acabó la construcción y empezó las operaciones desde septiembre de 2017.

## Características y costos
El proyecto tiene tres componentes:
- Fase I incluye un túnel de 20 km con la capacidad de proporcionar 2 metros cúbicos por segundo para agua potable y 1 metro cúbico por segundo para irrigación a Cochabamba y las áreas circundantes. Su costo fue de 84 millones de dólares.
- Fase II incluye un relleno de roca en la cara de hormigón de 120 de altura con un embalse de 460 hectáreas de reservorio con una capacidad de almacenamiento de 154 millones de metros cúbicos, así como tuberías, estaciones de bombeo, una planta de tratamiento del agua y una red de riego para regar 4,000 hectáreas (en construcción hasta 2013). Su costo fue también estimado en 84 millones de dólares.
- Fase III incluye una planta hidroeléctrica con una capacidad instalada de 80 MW con un costo estimado de 141 millones de dólares (en construcción desde abril de 2010). El agua se desviará del depósito a través de una tubería de 3.8 km (2.4 mi) de largo a la planta.[2][3][4]

La presa podría ser el más alto y más grande en Bolivia. El director del proyecto Misicuni Ramiro Saniz dijo en 2009 que el agua del Misicuni el río no es suficiente para llenar el embalse y que otras fuentes son necesitadas.

## Trasfondo y progreso de construcción
La compañía pública a cargo del desarrollo del Proyecto Misicuni, una entidad creada por ley en 1987. El contratista por 90 millones de dólares componente de la presa es el Consorcio Hidroelectrico Misicuni (CHM). El consorcio Misicuni, dirigido con 51 por ciento de propiedad por Grandi Lavori Fincosit S.p.A. de Italia, era el único postor para el proyecto. La licitación estuvo limitada a compañías italianas y CHM era la única compañía para entregar una oferta. El consorcio también incluye firmas bolivianas, colombianas y empresas venezolanas.
El componente de la presa fue originalmente esperado para ser completado en 2014. Aun así, en noviembre del 2013 el contrato fue cancelado por retrasos porque CHM "falló para pagar fondos de pensiones, seguros de salud y otros beneficios laborales y para contratar personal técnico clave."

## Beneficios
El túnel proporciona 4.5-7.5 millones de metros cúbicos de agua por año a Cochabamba desde 2005, dependiendo si el flujo del río es bajo o alto y suministrando aproximadamente 10 por ciento de agua potable de la ciudad. Una vez que el presa sea completado, la cantidad de agua potable disponible aumentará alrededor de 63 millones de metros cúbicos por año.

## Impacto medioambiental y social
1365 personas vivían en el área de embalse que fue inundado y que fueron reubicadas. El parque nacional Tunari también fue afectado.

## Financiación
La presa es parcialmente financiado por el gobierno italiano con un préstamo de 25 millones de euros y el Banco de Desarrollo de Latinoamérica (CAF). El total de financiación de Italia que realizó en las Fases II e III es 93 millones de dólares. Bolivia tendrá que pagar el préstamo alrededor de 20 años con un 0.10% índice de interés.
La construcción de la compuerta, planta hidroeléctrica y líneas de transmisión de energía fue financiada por unos 101 millones de dólares de préstamo desde Banco de Desarrollo Interamericano aprobado en 2009. Estos trabajos estuvieron esperados para ser completados por 2015, pero era sólo 30 por ciento que fue completado en abril de 2013.